# 霍普金斯 (明尼蘇達州)
霍普金斯（英語：Hopkins）是一個位於美國明尼蘇達州亨內平縣的城市。

## 人口
根據2020年美國人口普查的數據，霍普金斯的面積為10.60平方千米，當中陸地面積為10.52平方千米，而水域面積為0.08平方千米。當地共有人口19079人，而人口密度為每平方千米1,800人。